# Meriola mauryi
Meriola mauryi är en spindelart som beskrevs av Norman I. Platnick och Ewing 1995. Meriola mauryi ingår i släktet Meriola och familjen flinkspindlar. Inga underarter finns listade i Catalogue of Life.